# Sounds of the Universe
Sounds of the Universe – dwunasty album studyjny brytyjskiej grupy Depeche Mode. Wydany został 20 kwietnia 2009 (21 kwietnia w USA) przez Mute, EMI, Capitol i Virgin. Pierwszym singlem promującym płytę był „Wrong”, drugim „Peace”, trzecim „Perfect” (wydany tylko w USA), a czwartym „Fragile Tension / Hole to Feed”. Promocja płyty została wsparta serią koncertów zespołu o wspólnej nazwie „Tour of the Universe”. Album zawiera 13 utworów.
Zgodnie z zapowiedzią Andrew Fletchera, utwory które nie znalazły się na podstawowej wersji płyty zostały wydane na specjalnej czteropłytowej wersji kolekcjonerskiej „Sounds of the Universe Deluxe Edition Box Set”. Na pierwszej płycie znajduje się album w wersji podstawowej, druga zawiera dodatkowe pięć utworów powstałych w trakcie sesji nagraniowej oraz remiksy utworów. Na trzeciej płycie znalazły się wersje demo starych i nowych utworów. Czwarta płyta (DVD) zawiera materiały filmowe.
Martin Gore rozpoczął komponowanie utworów wkrótce po zakończeniu trasy „Touring the Angel”. Wenę twórczą zawdzięczał ponoć całkowitemu odstawieniu alkoholu. Formalną pracę nad płytą rozpoczęto w maju 2008 roku, a zakończono w grudniu 2008 roku. Zespół systematycznie umieszczał nakręcone amatorską kamerą urywki ilustrujące pracę nad płytą na portalu YouTube. Do nagrań wykorzystano wiele analogowych instrumentów z lat siedemdziesiątych i osiemdziesiątych, w tym syntezatory i automaty perkusyjne. Dzięki użyciu starych instrumentów uzyskano „klasyczne” brzmienie Depeche Mode, należy jednak zauważyć, że – mimo licznych podobieństw – zespół nigdy wcześniej nie brzmiał w taki sposób. Nad brzmieniem czuwał ponownie, znany z poprzedniej płyty „Playing the Angel”, producent Ben Hillier.
9 lutego 2009 roku nisko jakościowa wersja utworu „Fragile Tension” wyciekła do sieci. David Gahan powiedział później w wywiadzie, że była to nieukończona wersja tej piosenki. 26 marca do internetu trafił cały album.

## Lista utworów
| Nr  | Tytuł utworu                                                                                   | Kompozytor                                     | Długość |
| --- | ---------------------------------------------------------------------------------------------- | ---------------------------------------------- | ------- |
| 1.  | „In Chains”                                                                                    | Martin Gore                                    | 6:53    |
| 2.  | „Hole to Feed”                                                                                 | Dave Gahan, Christian Eigner, Andrew Phillpott | 3:59    |
| 3.  | „Wrong”                                                                                        | Martin Gore                                    | 3:13    |
| 4.  | „Fragile Tension”                                                                              | Martin Gore                                    | 4:09    |
| 5.  | „Little Soul”                                                                                  | Martin Gore                                    | 3:31    |
| 6.  | „In Sympathy”                                                                                  | Martin Gore                                    | 4:54    |
| 7.  | „Peace”                                                                                        | Martin Gore                                    | 4:29    |
| 8.  | „Come Back”                                                                                    | Dave Gahan, Christian Eigner, Andrew Phillpott | 5:15    |
| 9.  | „Spacewalker”                                                                                  | Martin Gore                                    | 1:43    |
| 10. | „Perfect”                                                                                      | Martin Gore                                    | 4:33    |
| 11. | „Miles Away / The Truth Is”                                                                    | Dave Gahan, Christian Eigner, Andrew Phillpott | 4:14    |
| 12. | „Jezebel”                                                                                      | Martin Gore                                    | 4:41    |
| 13. | „Corrupt” (gra przez 5:00 po czym następuje 3:12 ciszy, a ostatnie sekundy to repryza "Wrong") | Martin Gore                                    | 8:59    |
|     |                                                                                                |                                                | 1:00:33 |

## Deluxe Box Set
Zespół wydał również limitowaną edycję albumu, która zawierała bonusowe utwory, remiksy, dema oraz materiał DVD.
- CD1 – Standard
- CD2 – Bonusowe utwory oraz remiksy
- CD3 – Demo
- DVD

## Twórcy

### Depeche Mode
- Dave Gahan – wokal prowadzący (oprócz „Jezebel” oraz „The Sun and the Moon and the Stars”)
- Martin Gore – instrumenty klawiszowe, gitara, chórki, śpiew w „Jezebel” oraz „The Sun and the Moon and the Stars”
- Andy Fletcher – instrumenty klawiszowe, gitara basowa

### Pozostali
- Luke Smith – syntezator, automat perkusyjny
- Christian Eigner – perkusja w „Hole to Feed” i „Fragile Tension”
- Anton Corbijn – Oprawa graficzna

## Notowania
| Kraj/Region | Pozycja | Status | Sprzedaż |
| ----------- | ------- | ------ | -------- |
| Węgry       | 1       | złoto  | 7500     |